# Ферзевый гамбит
Фе́рзевый гамби́т — дебют в шахматах, начинающийся ходами: 
1. d2-d4 d7-d5 
 2. c2-c4.
Один из самых распространённых современных дебютов.
В зависимости от того, примут чёрные жертву пешки или нет, различают:
- Принятый ферзевый гамбит
- Отказанный ферзевый гамбит